# Campanula glomeratiformis
Campanula glomeratiformis är en klockväxtart som beskrevs av Josef Murr, Dalla-torre och Ludwig von Sarnthein. Campanula glomeratiformis ingår i släktet blåklockor, och familjen klockväxter. Inga underarter finns listade i Catalogue of Life.